# سم مور
ساموئل دیوید مور (انگلیسی: Samuel David Moore؛ زادهٔ ۱۲ اکتبر ۱۹۳۵ – درگذشتهٔ ۱۰ ژانویهٔ ۲۰۲۵) موسیقی‌دان اهل ایالات متحده آمریکا بود. وی، فعالیت های هنری خود را از سال ۱۹۶۱ میلادی آغاز کرد.
او در فیلم تیپهدس بازی کرده‌است.